# Kościół Narodzenia Najświętszej Maryi Panny w Myślenicach
Kościół Narodzenia Najświętszej Maryi Panny i Sanktuarium Matki Bożej Pani Myślenickiej w Myślenicach – znajdująca się nieopodal Rynku przy ulicy Królowej Jadwigi gotycka jednonawowa świątynia wybudowana w 1465 roku. W latach 1642–1646 z fundacji rodziny Koniecpolskich dobudowano wczesnobarokową kaplicę dla otoczonego kultem obrazu Matki Bożej Myślenickiej. W jej fasadzie umieszczono pamiątkowe płyty 300-lecia kultu Matki Boskiej z 1933 oraz 350-lecia kultu z 1983 roku. W ołtarzu głównym pochodzącym z 1829 roku znajduje się obraz Narodzenia Najświętszej Marii Panny autorstwa Sebastiana Stolarskiego. Z poprzedniego rokokowego ołtarza pozostawiono w obecnym tabernakulum oraz figury św. Piotra i Pawła przeniesione obecnie do kaplicy Ukrzyżowanego Chrystusa. Kościół posiada wieżę zbudowaną w 1543 roku, górna część wieży jest neogotycka zbudowana w latach 1900–1901 według projektu Jana Sasa-Zubrzyckiego. Przed wejściem głównym wmurowano dwie zabytkowe płyty nagrobne mieszczan myślenickich Zofii Gorączko (zm. 1765) i Kazimierza Gorączko (zm. 1730). Kościół został wpisany do rejestru zabytków nieruchomych województwa małopolskiego 22 stycznia 1970 roku. Od 2011 roku rozpoczęto kompleksowy remont zabytkowego kościoła.

## Obraz Matki Boskiej Myślenickiej
Obraz został namalowany w 2 pol. XVI wieku farbami olejnymi na desce o wymiarach 51 na 68 cm przez nieznanego włoskiego malarza. Przedstawia wizerunek Matki Bożej z Dzieciątkiem w typie eleusy. Był własnością papieża Sykstusa V, który umierając w 1590 roku przekazał go swojej krewnej zakonnicy ksieni w jednym z klasztorów w Wenecji. W 1596 roku miał go od niej otrzymać dyplomata i kasztelan krakowski książę Jerzy Zbaraski. Z powodu zarazy jaka panowała w Krakowie postanowiono obraz wywieść w bezpieczniejsze miejsce i w ten sposób znalazł się on w rękach oficjalisty księcia Zbaraskiego Marcina Grabysza pochodzącego z Myślenic. W 1633 roku został on przez niego przekazany do tutejszego kościoła parafialnego i umieszczony pierwotnie w zakrystii, a później w specjalnie dla niego zbudowanej kaplicy. Z okazji 300-lecia kultu odwiedził kościół kardynał Adam Stefan Sapieha, rozpoczęto wówczas starania o koronację wizerunku Maryjnego koronami papieskimi. Ostatecznie zgodę otrzymano w 1967, a koronacji dokonał 24 sierpnia 1969 roku kardynał Karol Wojtyła w towarzystwie 20 biskupów między innymi: Jerzego Ablewicza, Franciszka Jopa oraz Antoniego Baraniaka. Kopia wizerunku Matki Boskiej Myślenickiej zdobi fasadę kamienicy pod nr 27 na myślenickim rynku, a jej wizerunek był również pierwowzorem wizerunku Matki Boskiej Kalwaryjskiej. Historycy sztuki spierają się zaś o autorstwo obrazu widząc w nim wpływy Botticellego lub samego Rafaela. Niemniej dokonane badania świadczą, że jest to dzieło z kręgu manierystów praskich powstałe później niż pierwotnie uważano albo w Czechach albo już w Polsce w Krakowie, wykazujące największe podobieństwo do obrazów Hansa von Aachen, nadwornego malarza Rudolfa II

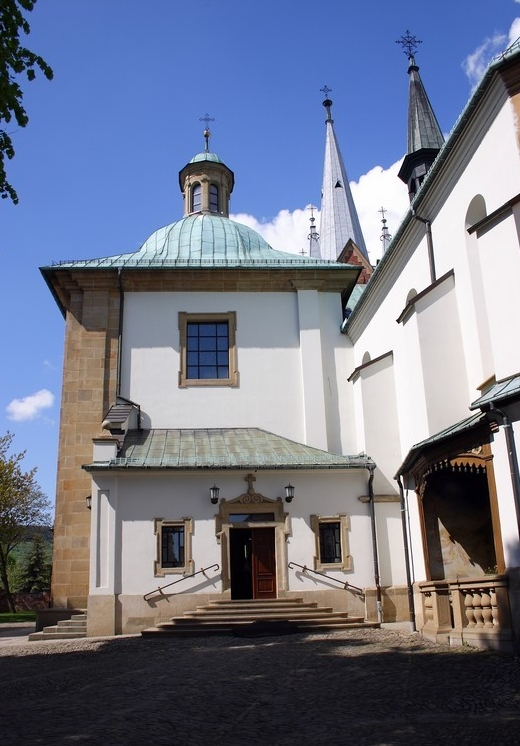
Barokowa kaplica przy Kościele
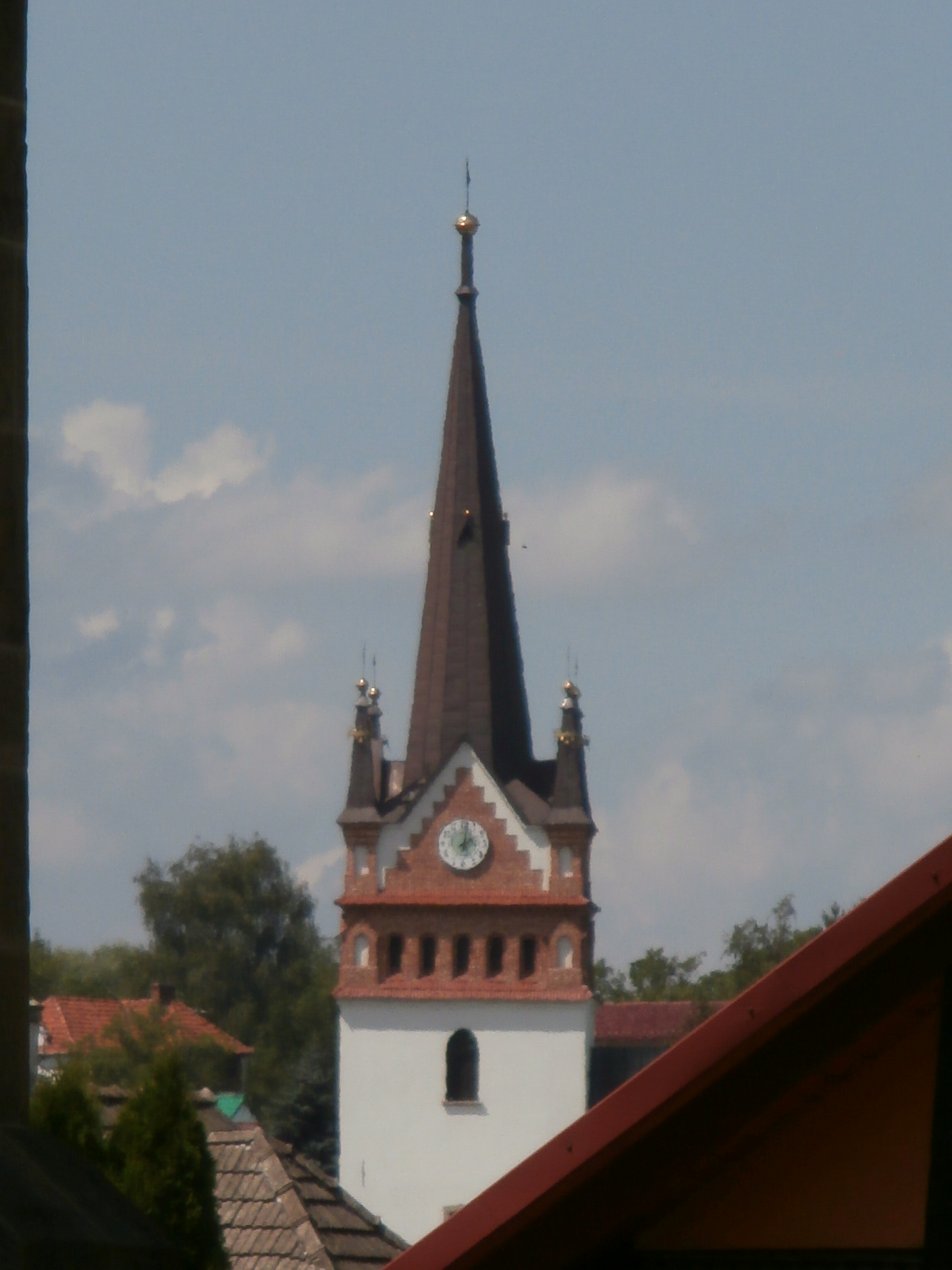
Widok na dzwonnicę kościelną z myślenickiego Stradomia